# Whitesville (Virgínia Ocidental)
Whitesville é uma cidade  localizada no estado norte-americano de Virgínia Ocidental, no Condado de Boone.

## Demografia
Segundo o censo norte-americano de 2000, a sua população era de 520 habitantes.
Em 2006, foi estimada uma população de 511, um decréscimo de 9 (-1.7%).

## Geografia
De acordo com o United States Census Bureau tem uma área de
1,1 km², dos quais 1,1 km² cobertos por terra e 0,0 km² cobertos por água. Whitesville localiza-se a aproximadamente 324 m acima do nível do mar.

## Localidades na vizinhança
O diagrama seguinte representa as localidades num raio de 28 km ao redor de Whitesville.